# Wojciech Kołaczkowski
Wojciech Kołaczkowski (ur. 16 kwietnia 1908 w Moszenkach, zm. 19 lipca 2001 w Sarasocie) – pułkownik pilot Wojska Polskiego, kierowca rajdowy.

## Życiorys
Urodził się 16 kwietnia 1908 w Moszenkach na Lubelszczyznie, majątku rodziców Jana i Róży z domu Boduszyńskiej. Do dziesiątego roku życia pobierał nauki od prywatnego nauczyciela, potem uczył się w Lublinie i Zakopanem. Gimnazjum ukończył w 1925 w Warszawie. W latach 1925–1929 studiował w Państwowej Szkole Gospodarstwa Wiejskiego w Cieszynie, gdzie został przyjęty do Korporacji Akademickiej Kujawja. W 1929 rozpoczął szkolenie na obserwatora w Szkole Podchorążych Rezerwy Lotnictwa w Dęblinie, które ukończył rok później jako sierżant podchorąży. Powrócił do rodzinnego majątku (w międzyczasie Kołaczkowscy sprzedali Moszenki i osiedlili się w majątku Pliszczyn) i przez rok gospodarował nim. W 1931 wstąpił do Szkoły Podchorążych Lotnictwa, którą ukończył 15 sierpnia 1933 jako podporucznik pilot.
Kołaczkowski dał się poznać także jako utalentowany sportowiec – trzykrotnie startował w Rajdzie Monte Carlo, m.in. w 1928 prowadził czechosłowackie auto Zbrojovka 1100, jednak nie został sklasyfikowany z powodu przekroczenia limitu spóźnień, ale otrzymał specjalną nagrodą dla najmłodszego uczestnika RMC.  W kolejnym roku w Wyścigu Górskim na Krzyżowej koło Krynicy zdobył dwukrotnie pierwsze miejsce, również jadąc samochodem marki „Z“. W 1928 rozpoczął latanie w Aeroklubie Lubelskim i na Krajowych Zawodach Lotniczych, m.in. w czerwcu 1933 uczestniczył (reprezentując – obok Zygmunta Martyniaka – barwy Lubelskiego Klubu Lotniczego) w V-tym Locie Południowo-Zachodniej Polski im. Franciszka Żwirki, orgaznizowanym przez Aeroklub Krakowski - najprawdopodobniej najstarszych na świecie zawodach samolotowych, a ponadto we wrześniu brał udział w V-tym Krajowym Konkursie Lotniczym. W 1937 zwyciężył w X Międzynarodowym Rajdzie Automobilklubu Polski o Grand Prix Polski w kategorii do 1000 centymetrów sześciennych. Był także w kadrze narodowej w strzelaniu do rzutków – w 1936 na Strzeleckich Mistrzostwach Świata w Berlinie wywalczył brązowy medal.
Po promocji w Szkole Podchorążych Lotnictwa w Dęblinie (VII promocja, 49 lokata) Kołaczkowski trafił najpierw do 13 eskadry obserwacyjnej, a następnie do 114 eskadry myśliwskiej w 1 pułku lotniczym w Warszawie. W 1934 ukończył wyższy kurs pilotażu myśliwskiego. Na stopień porucznika został awansowany ze starszeństwem z dniem 1 stycznia 193 i 42. lokatą w korpusie oficerów aeronautyki (od 1937 korpus oficerów lotnictwa, grupa liniowa). W 1937 został przeniesiony do Dęblina, gdzie został opiekunem XIII promocji SPL. Rok później został przeniesiony w stan nieczynny i objął przedstawicielstwo producenta samochodów Citroën w Warszawie. Do Dęblina powrócił dopiero po mobilizacji pod koniec sierpnia 1939.

### II wojna światowa
W czasie kampanii wrześniowej nie walczył, 19 września przekroczył granicę Rumunii. Następnie przedostał się przez Jugosławię do Grecji, a dalej – drogą morską – do Francji. Od 4 marca 1940 był dowódcą sześcioosobowej grupy myśliwców szkolących się w Blidzie w Afryce Północnej na przestarzałych samolotach Nieuport Delage NiD 622. Po upadku Francji dostał się do Casablanki, a następnie statkiem via Gibraltar do Anglii. 20 lipca 1940 Kołaczkowski wyokrętował się w porcie w Liverpoolu.
4 grudnia 1940, po przeszkoleniu myśliwskim w 5 OTU w Aston Down, przydzielony został do 303 dywizjonu myśliwskiego im. Tadeusza Kościuszki. Pierwszy sukces w dywizjonie zanotował 17 czerwca 1941, gdy nad przylądkiem Gris Nez zestrzelił Bf 109. Drugiego wroga zniszczył kilkanaście dni potem, 2 lipca, w rejonie Lille. Dzień po swym drugim zwycięstwie objął dowództwo eskadry „A”, a 21 listopada 1941 dowództwo całego dywizjonu. 13 marca 1942 zestrzelił nad Hazebrouck swego trzeciego Messerschmitta.
6 maja 1942 Kołaczkowski zdał dowództwo „Kościuszkowców” kpt. Walerianowi Żakowi, odchodząc na odpoczynek do Inspektoratu Polskich Sił Powietrznych. Powierzono mu stanowisko zastępcy płk. Stefana Pawlikowskiego – polskiego oficera łącznikowego w Fighter Command. 25 września 1942 powrócił do latania bojowego, obejmując dowództwo 2 Polskiego Skrzydła Myśliwskiego (dywizjony 303, 316 i 317). 26 stycznia 1943 przeniesiony został na dowódcę 1 Skrzydła Myśliwskiego, złożonego z dywizjonów 302, 306, 316 i 317. W czasie lotów nad Francję powiększył swe konto o jedno zestrzelenie prawdopodobne (13 maja 1943 – FW 190) i dwa uszkodzenia (3 i 16 kwietnia 1943 – oba FW 190). 20 sierpnia 1943 rozpoczął pracę w sztabie 11 Grupy Myśliwskiej jako zastępca oficera operacyjnego. 1 kwietnia 1944 trafił do Wyższej Szkoły Lotniczej, gdzie wykładał taktykę lotnictwa myśliwskiego. Dokładnie siedem miesięcy potem, 1 listopada, przeniesiony został do Ambasady Polskiej w Londynie jako attaché lotniczy. Na stanowisku tym pozostał do zakończenia wojny.
W czasie wojny wykonał 249 lotów bojowych. Zdemobilizował się w 1946 jako polski major i angielski Wing Commander.

### Na emigracji

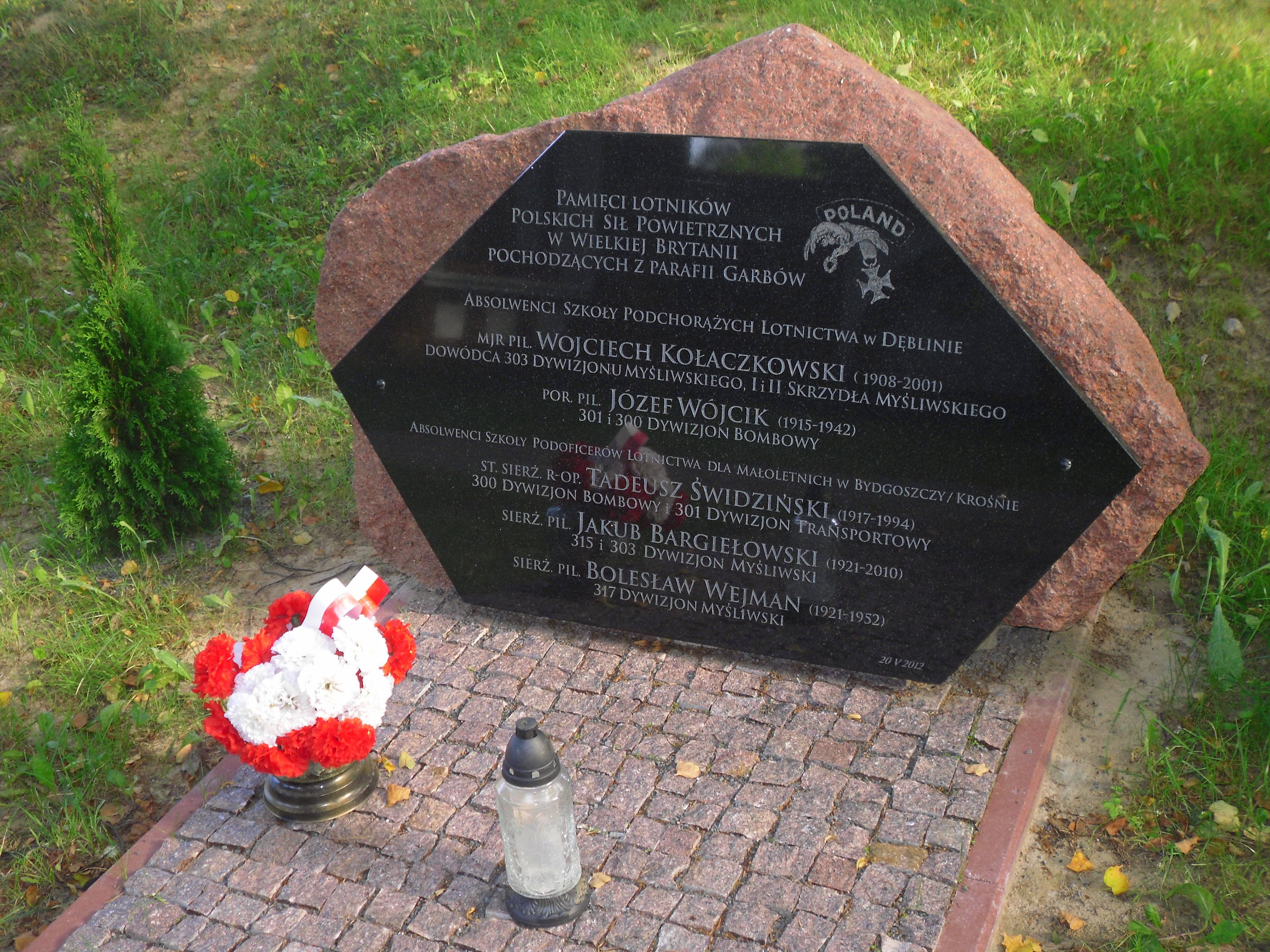
Pomnik poświęcony lotnikom Ziemi Garbowskiej (m.in. Wojciechowi Kołaczkowskiemu) walczącym w bitwie o Anglię

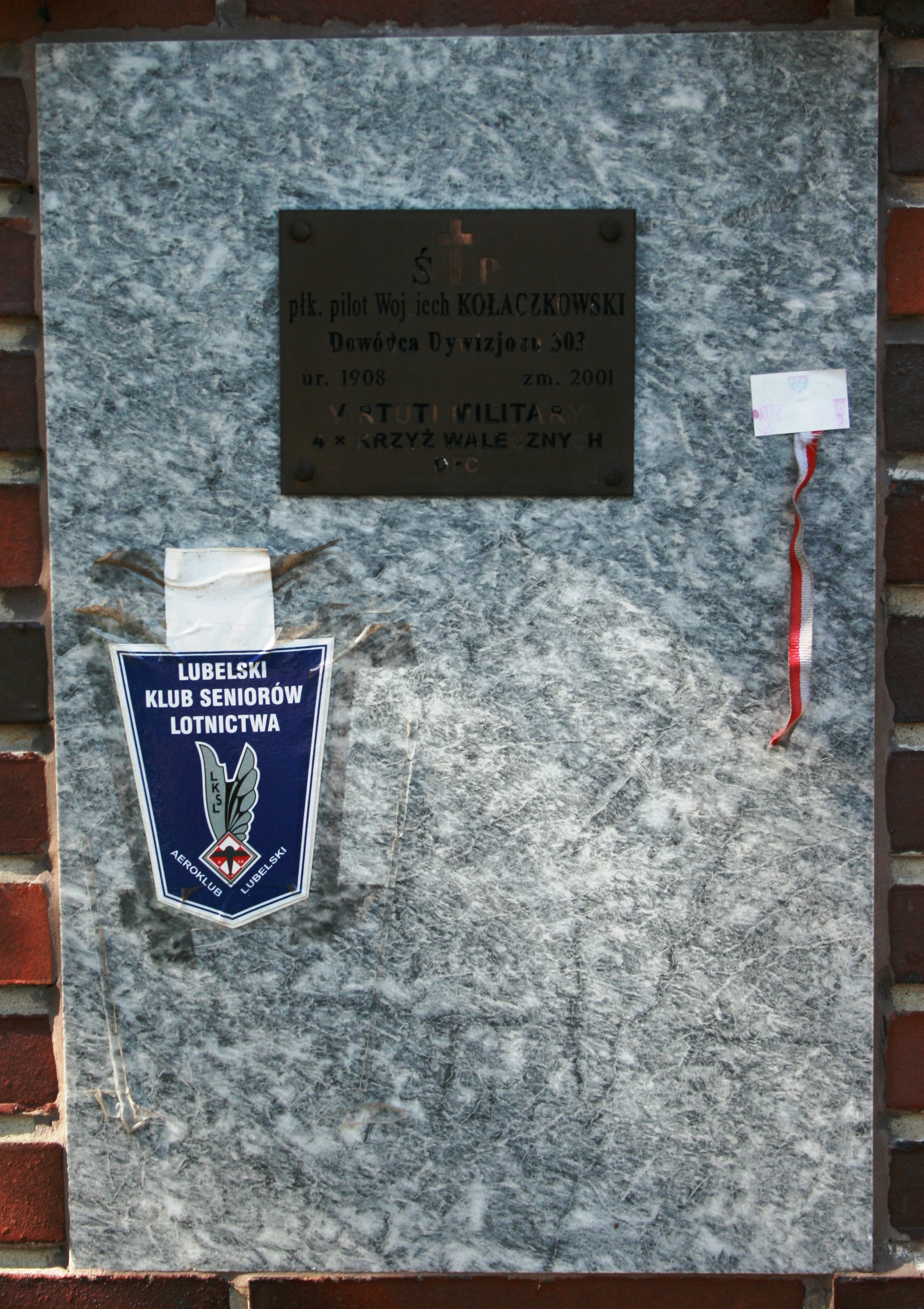
Krypta Wojciecha Kołaczkowskiego na Cmentarzu Wojskowym na Powązkach w Warszawie

W cywilu zajął się handlem używanymi samochodami w Anglii, a po emigracji do Stanów Zjednoczonych w 1948 był przedstawicielem handlowym i kierowcą fabrycznym wielkich firm motoryzacyjnych, takich jak Austin, BMC, Leyland i Jaguar w Nowym Jorku. Aktywnie działał także społecznie w Instytucie Józefa Piłsudskiego w Londynie, Bratniej Pomocy Kombatantów, Skarbie Narodowym oraz Stowarzyszeniu Lotników Polskich.
W połowie lat dziewięćdziesiątych Kołaczkowski ożenił się ze swoją kuzynką Martą i przeprowadził do miasteczka Sarasota na Florydzie. Zmarł tam 19 lipca 2001 w wieku 93 lat. Zgodnie z jego wolą prochy sprowadzono do Polski i 6 września 2001 złożono w murze kwatery 1 Samodzielnej Brygady Spadochronowej na Cmentarzu Wojskowym na Powązkach w Warszawie (kwatera C30-K-3-II-4). Z pierwszego związku z Wandą Kołaczkowską miał syna Jana, zamieszkałego w Nowym Jorku.
Wizerunek pilota został umieszczony na samolocie myśliwskim MiG-29 nr 67 z 23 Bazy Lotnictwa Taktycznego.

## Zestrzelenia
Na liście Bajana sklasyfikowany został na 72. pozycji z 3 samolotami Luftwaffe zestrzelonymi na pewno, jednym zestrzelonym prawdopodobnie i dwoma uszkodzonymi.
Chronologiczny wykaz zwycięskich walk powietrznych:
Zestrzelenia pewne:
- Bf-109 – 17 czerwca 1941 (pilotował Spitfire IIb nr P8336 RF-W)
- Bf-109 – 2 lipca 1941 (pilotował Spitfire IIb nr P8522 RF-W)
- Bf-109 – 13 marca 1942 (pilotował Spitfire Vb BL670, RF-K)

Zestrzelenia prawdopodobne:
- Fw-190 – 13 maja 1943 (pilotował Spitfire IX nr EN526 RF-K)

Uszkodzenia:
- Fw-190 – 3 kwietnia 1943 (pilotował Spitfire IX nr EN123 PK-T)
- Fw-190 – 16 kwietnia 1943 (pilotował Spitfire IX nr EN526 RF-K)

## Ordery i odznaczenia
- Krzyż Srebrny Orderu Wojennego Virtuti Militari (nr 9240)
- Krzyż Oficerski Orderu Odrodzenia Polski (1989)[14]
- Krzyż Komandorski Orderu Zasługi RP (27 sierpnia 1998)[15]
- Krzyż Oficerski Orderu Zasługi RP
- Krzyż Walecznych – czterokrotnie
- Kawaler Orderu św. Olafa (Norwegia, 1937)[16]
- Distinguished Flying Cross (Wielka Brytania)